# Resultados do Carnaval da Baixada Santista em 2017
Esta é a lista com os Resultados do Carnaval da Baixada Santista em 2017.

## Santos
- 1º- X-9 - 179,9 pontos
- 2º- Vila Mathias - 179,9 pontos
- 3º- Unidos dos Morros - 179,7 pontos
- 4º- Amazonense - 179,3 pontos
- 5º- Brasil - 179 pontos
- 6º- Sangue Jovem - 178,9 pontos
- 7º- União Imperial - 178,7 pontos
- 8º- Padre Paulo - 169,9 pontos

Clique para ver o Mapa de Notas

### Grupo de Acesso
- 1ºReal Mocidade - 179,5 pontos
- 2ºMocidade Dependente do Samba - 179 pontos
- 3ºBandeirantes do Saboó - 178,9 pontos
- 4ºUnidos da Zona Noroeste - 178,9 pontos

### Grupo 1
- 1ºMãos Entrelaçadas - 179,7 pontos
- 2ºDragões do castelo - 178,5 pontos
- 3ºImpério da Vila - 178,4 pontos
- 4ºImperatriz Alvinegra - 177,6 pontos
- 5ºUnidos da Baixada - 138,6 pontos[1]

## Guarujá
Não houve desfiles de escolas de samba .